# 海灘60街車站
海灘60街車站（英語：Beach 60th Street station），有時稱作「海灘60街-斯特萊頓大道車站」（英語：Beach 60th Street–Straiton Avenue station），是紐約地鐵IND洛克威線的一個地鐵站，位於皇后區海灘60街洛克威道路，設有A線（任何時候停站）列車服務。

## 車站結構
| 月台層 | 側式月台 | 側式月台                              |
| 月台層 | 北行     | ← 往英伍德-207街 (海灘67街)           |
| 月台層 | 南行     | → 往遠洛克威-莫特大道 (海灘44街) →    |
| 月台層 | 側式月台 |                                       |
| 夾層   | 夾層     | 閘機、車站詢問處、Metrocard自動售票機 |
| Ground | 街道層   | 出入口                                |

此站設有兩個側式月台和兩條軌道。車站外側可見大西洋和牙買加灣。

## 外部連結
- 维基共享资源上的相關多媒體資源：海灘60街車站
- nycsubway.org—IND Rockaway: Beach 60th Street/Straiton
- Station Reporter — A Rockaway
- The Subway Nut — Beach 60th Street – Straiton Avenue Pictures （页面存档备份，存于）
- Beach 59th Street entrance from Google Maps Street View